# 劇場版 NARUTO -ナルト- 大活劇!雪姫忍法帖だってばよ!!
『劇場版 NARUTO -ナルト- 大活劇!雪姫忍法帖だってばよ!!』（げきじょうばん ナルト だいかつげき!ゆきひめにんぽうちょうだってばよ!!）は、2004年8月21日に公開された漫画『NARUTO -ナルト-』を原作としたテレビアニメの劇場版第1作目。同時上映は、『劇場版 NARUTO -ナルト- 木ノ葉の里の大うん動会』。本作のゲスト声優として石塚英彦と美山加恋とYUKIが出演した。テレビ東京開局40周年記念作品。

## ストーリー
カカシ班は、映画『風雲姫』シリーズ・最終作の撮影のために雪の国へ向かう、女優富士風雪絵の護衛任務についた。しかし、雪絵は雪の国へ行くことを嫌がり、役を降りると言う。仕方なく、雪絵を強引に船に乗せ雪の国へ向かう一行。
途中雪忍の狼牙ナダレ達に襲われる。狙いは、女優富士風雪絵として身分を偽っていた雪の国の先代君主の娘、風花小雪と彼女が持つ六角水晶。
雪の国では10年前にクーデターが起こり、君主風花早雪が実弟、風花ドトウに殺された。その際、風花小雪はカカシと供に雪の国を脱出した。その後、風花小雪は身分を偽り、富士風雪絵として生活していた。
この撮影はマネージャーであり、実は風花早雪の部下であった浅間三太夫が、小雪を雪の国に帰ってこさせるとともに、風花ドトウから国を取り戻すために仕組んだものだった。雪の国に到着した一行は、映画の撮影をしながら風花ドトウと戦うも、浅間三太夫ら風花早雪の部下だったものたちは全員殺され、ナルトと小雪は捕らえられてしまった。しかし、六角水晶はカカシによってフェイクにすりかえられていたため、ドトウの手に渡ることはなかった。
ナルトら二人を取り戻すため、ドトウの居城に侵入するカカシ・サスケ・サクラの三人。無事に二人を助けだすものの、再び小雪と六角水晶を奪われてしまう。ドトウは雪の国に隠された秘宝のカギとなっていた六角水晶を手に入れ、秘宝の下へと向かう。ナルト達四人は雪忍を倒しながらドトウを追う。

## 登場人物

### カカシ班
本作は綱手捜索編終了後・サスケ奪還編開始前の時系列であるため、唯一劇場版でカカシ班としてのうちはサスケが描かれている。
- うずまきナルト（声 - 竹内順子）
- うちはサスケ（声 - 杉山紀彰）
- 春野サクラ（声 - 中村千絵）
- はたけカカシ（声 - 井上和彦）

以上の人物についてはリンク先のページを参照。

### オリジナルキャラクター

#### 映画関係者
富士風雪絵（ふじかぜ ゆきえ） / 風花小雪（かざはな こゆき）
声 - 甲斐田裕子、美山加恋（幼少期）
映画『風雲姫』シリーズのヒロイン「風雲姫（ふううんひめ）」役で知られる人気女優。早雪の娘。10年前のクーデターからやる気も覇気も無く、諦め癖がつき、涙も流せなくなっていた。だが、ナルトに出会って変わり、最終的には雪の国の君主に即位し女優も続ける様子。
『風雲姫』シリーズにおける風雲姫は三人の共を連れており、『オズの魔法使い』のヒロイン・ドロシーや『西遊記』の三蔵法師を思わせる立ち位置にある。
浅間三太夫（あさま さんだゆう）
声 - 西川幾雄
雪絵のマネージャー。早雪に仕えていた。
マキノ監督
声 - 大塚周夫
『風雲姫』シリーズの監督。
ミッチー
声 - 古澤徹
『風雲姫』シリーズで「助悪郎（すけあくろう）」を演じる長髪の俳優。サクラからは『ミッチー様』と呼ばれるなど、ハンサム。
『風雲姫』シリーズにおける風雲姫以外の役名は、『オズの魔法使い』でヒロイン・ドロシーと共に冒険する三人組に由来しており、助悪郎の役名は知恵のないカカシから。また劇中の服装は『西遊記』の孫悟空を連想させる。
キンちゃん
声 - 田中完
『風雲姫』シリーズで鰤金斗（ぶりきんと）を演じるスキンヘッドの俳優。鰤金斗の役名は心のないブリキの木こりから、劇中の衣装は沙悟浄を思わせる。
ヒデローさん
声 - 仲野裕
『風雲姫』シリーズで「獅子丸（ししまる）」を演じる顎髭の生えた俳優。獅子丸の役名は勇気のないライオンから、衣装は猪八戒を思わせる。
悪頭大魔王
声 - 宝亀克寿
『風雲姫』シリーズの悪役、名前の由来はオズの大魔法使い、及び牛魔王より。役者名は不明。

#### 雪の国
風花早雪（かざはな そうせつ）
声 - 石塚英彦（ホンジャマカ）
雪の国の先代の君主で小雪の父親。故人。
風花ドトウ（かざはな ドトウ）
声 - 磯部勉
雪忍を雇い、兄である早雪を退け雪の国を支配しようとした。最新のチャクラの鎧を着込み、圧倒的な力を見せつけるが、サスケの「千鳥」によって鎧の核に傷をつけられ、最後はナルトの「螺旋丸」に敗れる。
『ナルティメットヒーロー2』にも登場。

#### 雪隠れの里
狼牙ナダレ（ろうが ナダレ）
声 - 鈴置洋孝
雪忍のリーダー格で、10年前のクーデターの際、当時暗部だったカカシと戦ったことがあり、再戦ではチャクラの鎧に頼りすぎたのが仇となりカカシの体術に敗れる。
冬熊ミゾレ（ふゆくま ミゾレ）
声 - 金子はりい
スケートボードのようなもので移動するが、サクラの「サクラ吹雪の術」に敗れる。
鶴翼フブキ（かくよく フブキ）
声 - 唐沢潤
チャクラの鎧で空を飛ぶことが出来るくの一だが、サスケの「獅子連弾」に敗れる。

## スタッフ
- 監督 - 岡村天斎
- アニメーション監修 - 伊達勇登
- 脚本 - 隅沢克之
- 絵コンテ - 岡村天斎、川崎博嗣
- 演出 - 照井綾子
- キャラクターデザイン - 西尾鉄也
- コンセプトデザイン - 遠藤正明
- メカニックデザイン - 荒牧伸志
- 総作画監督 - 田中比呂人
- 作画監督 - 赤堀重雄、窪詔之、小林理、佐々木守、粟田務
- エフェクト作画監督 - 橋本敬史
- 美術監督 - 高田茂祝
- 色彩設計 - 水田信子
- 撮影監督 - 松本敦穂
- 編集 - 森田清次（英語版）
- 録音演出 - 神尾千春
- 音響演出 - えびなやすのり
- 音楽 - 増田俊郎&六三四プロジェクト
- 音楽プロデューサー - 勝股英夫、粟田秀一
- 製作 - 井澤昌平、山下秀樹、布川ゆうじ、島谷能成、竹内成和、秋山創一、竹内淳
- 企画 - 岩田圭介、鳥嶋和彦、本間道幸、萩野賢
- プロデューサー - 具嶋朋子、押切万耀
- アソシエイト・プロデューサー - 松迫由香子、原田孝、廣部琢之、高見正人、上田憲伯、山西太平
- アニメーション制作 - ぴえろ
- 製作 - 劇場版NARUTO製作委員会（テレビ東京、集英社、ぴえろ、東宝、アニプレックス、電通、バンダイ）
- 配給 - 東宝

## 主題歌
- YUKI「Home Sweet Home」

## 同時上映
劇場版 NARUTO -ナルト- 木ノ葉の里の大うん動会
有給休暇をかけた班対抗の運動会での出来事。本編に登場した登場人物のうち、本作でセリフがないもののほとんどはモブキャラクターとして登場した。テレビでは2006年10月5日のスペシャルにて放送された。
キャスト
- うずまきナルト：竹内順子
- うちはサスケ：杉山紀彰
- 春野サクラ：中村千絵
- 奈良シカマル：森久保祥太郎
- 山中いの：柚木涼香
- 秋道チョウジ：伊藤健太郎
- 日向ヒナタ：水樹奈々
- 犬塚キバ：鳥海浩輔
- 油女シノ：川田紳司
- 五代目火影・綱手：勝生真沙子
- うみのイルカ：関俊彦
- みたらしアンコ：本田貴子

スタッフ
- 監督・絵コンテ・演出 - 伊達勇登
- 脚本 - 大和屋暁
- 作画監督 - 外崎春雄
- 美術監督 - 高田茂祝
- 色彩設計 - 川見拓也
- 撮影監督 - 松本敦穂
- 編集 - 森田清次、及川雪江
- 音楽 - 増田俊郎&六三四プロジェクト
- 録音演出 - 神尾千春
- 音響演出 - えびなやすのり
- プロデューサー - 具嶋朋子、朴谷直治
- アニメーション制作 - ぴえろ
- 製作 - 劇場版NARUTO製作委員会（テレビ東京、集英社、ぴえろ、東宝、アニプレックス、電通、バンダイ）

主題歌
- 「GYU-RU-RU」歌：うずまきナルト（竹内順子）

## 映像ソフト化
- 本編のDVDは2005年4月28日発売。
- 本編のVHSは発売元 アニプレックス、販売元 東宝。

## テレビ放送
※いずれもテレビ東京およびテレビ東京系列の放送。
- 2005年8月3日 19時00分 - 20時54分[2]
- 2006年12月31日 7時30分 - 9時00分[2]
- 2009年8月3日 13時30分 - 15時30分 午後のロードショー枠、岡本奈月が特別出演。[3]